# الدويرة (قرية)
قرية الدويرة قرية سورية تبعد 30 كم عن مركز محافظة السويداء في سورية ويقطنها حوالي 1.500 نسمة وتبلغ مساحة الأرض الزراعية فيها حوالي 1600 هكتار  {قال خبرباء الجيولوجيا السوريون والروس  بأن تحت قرى منطقة اللجاة التي من ضمنها قرية الدور تخفي بحيرة من الماء العذبة على عمق 100 إلى 300 متر في تجاويف كهفية تحت الصخور البازلتية، والقرية أثرية فيها الكثير من ألثار الرومانية، مقد اكتشف نفق روماني قديم طبيعي يربط قرية حران بعريقة بطول 3 كم تحت الأرض وعلى عمق 50 درجة كل درجة حوالي 30 سم   .
وتعني كلمة الدويرة من الدير التي تقع في نطاقة كنيسة بيزنطية قديمة  في القرية التي بناها الرومان ويقيم بعض السكان الحاليون ذوي الغالبية الدرزية في المساكن الأثرية الرومانية ومما هود جدير بالذكر ان عدد كبير جدا من قرى محافظة السويداء قرى أثارية، كان يقطنها الرومان قبل حوالي الألفي سنة واللافت للنظر في قرية الدويرة وجود تخطيط روماني لشبكة من المياه التي تغذي القرية القديمة على عمق 50 سم يتوزع من ((انبع لمكن والبركة الشمالية)) أي نبع القرية ليغذي كافة المنازل في المربعات ضمن مخطط ((القرية القديمة)) الأثرية وفي الدويرة الكثير جدآ من الآثار الرومانية.